# 바일 곡률 텐서
미분기하학에서 바일 곡률 텐서(Weyl曲率tensor, 영어: Weyl curvature tensor)는 리만 다양체의 곡률을 나타내는 완전 무대각합 (totally trace-free) 4-텐서장이다. 리만 곡률 텐서에서 리치 곡률 텐서에 해당하는 성분을 빼 없애고 남은 성분으로 생각할 수 있다.

## 정의
n차원 준 리만 다양체 {\displaystyle (M,g)}의 바일 곡률 텐서 {\displaystyle W}는 (1,3)차 텐서장이며, 다음과 같다.
{\displaystyle W=\operatorname {Riem} -{\frac {1}{n-2}}\left(\operatorname {Ric} -{\frac {s}{n}}g\right)\circ g-{\frac {s}{2n(n-1)}}g\circ g}
여기서 {\displaystyle g}는 (0,2)차 계량 텐서, {\displaystyle \operatorname {Riem} }은 (1,3)차 리만 곡률 텐서, {\displaystyle \operatorname {Ric} }은 (0,2)차 리치 곡률 텐서, {\displaystyle s}는 스칼라 곡률이다. {\displaystyle \circ }는 (0,2)차 텐서장의 쿨카르니-노미즈(영어: Kulkarni–Nomizu) 곱으로서, 다음과 같다.
{\displaystyle (h\circ k)(v_{1},v_{2},v_{3},v_{4})=h(v_{1},v_{3})k(v_{2},v_{4})+h(v_{2},v_{4})k(v_{1},v_{3})-h(v_{1},v_{4})k(v_{2},v_{3})-h(v_{2},v_{3})k(v_{1},v_{4})}.
국소 좌표로 쓰면 다음과 같다. (아인슈타인 표기법을 쓰자.)
{\displaystyle W_{abcd}=R_{abcd}-{\frac {2}{n-2}}(g_{a[c}R_{d]b}-g_{b[c}R_{d]a})+{\frac {2}{(n-1)(n-2)}}R~g_{a[c}g_{d]b}}

## 성질

### 대칭
바일 곡률 텐서는 리만 곡률 텐서와 마찬가지로 다음과 같은 성질을 가진다.
{\displaystyle W(u,v)=W(v,u)\qquad \forall x\in M,\;u,v\in \mathrm {T} _{x}M}
{\displaystyle g(W(u,v)w,z)=-g(W(u,v)z,w)\qquad \forall x\in M,\;u,v,w,z\in \mathrm {T} _{x}M}
{\displaystyle W(u,v)w+W(v,w)u+W(w,u)v=0\qquad \forall x\in M,\;u,v,w\in \mathrm {T} _{x}M}
또한, 바일 곡률 텐서의 대각합은 0이다.
{\displaystyle \operatorname {tr} W(u,-)v=0\qquad \forall x\in M,\;u,v\in \mathrm {T} _{x}M}
이를 지표로 적으면 각각 다음과 같다.
{\displaystyle W^{a}{}_{bcd}=-W^{a}{}_{bdc}}
{\displaystyle W_{abcd}=-W_{bacd}}
{\displaystyle W^{a}{}_{bcd}+W^{a}{}_{cdb}+W^{a}{}_{dbc}=0}
{\displaystyle W^{a}{}_{bac}=0}

### 등각 변환
바일 곡률 텐서를 (1,3)차 텐서장으로 나타내자.
{\displaystyle W^{a}{}_{bcd}}
그렇다면 이 텐서는 바일 변환 (등각 변환) {\displaystyle g_{ab}(x)\to \lambda (x)g_{ab}}에 대하여 불변이다. 반면 리만 곡률 텐서 전체나 리치 곡률 텐서, 스칼라 곡률은 바일 변환에 대하여 복잡하게 변환한다.
3차원이 아닌 리만 다양체 {\displaystyle (M,g)}에 대하여, 다음 두 조건이 서로 동치이다.
- 바일 곡률 텐서가 0이다.
- 국소적으로, 어떤 스칼라장 {\displaystyle \phi \colon M\to \mathbb {R} }에 대하여, 리만 계량 {\displaystyle (\exp \phi )g}의 리만 곡률 텐서가 0이다. (즉, {\displaystyle M}은 등각 평탄 다양체 영어: conformally flat manifold이다.)

(3차원에서는 임의의 다양체에 대하여 바일 곡률 텐서가 0이다. 그러나 등각 평탄이 아닌 3차원 다양체가 존재한다. 2차원 이하에서는 임의의 다양체에 대하여 바일 곡률 텐서가 0이며, 임의의 다양체가 항상 등각 평탄 다양체이다.)

## 예
3차원 이하의 준 리만 다양체의 바일 곡률 텐서는 항상 0이다.

## 응용
일반 상대성 이론에서, 리만 곡률 텐서의 성분 가운데 리치 곡률 텐서는 아인슈타인 방정식을 통해 결정되지만, 바일 곡률 텐서는 아무런 제한이 없다. 즉, 이는 중력의 고유한 자유도, 다시 말해 미시적으로 중력자 또는 거시적으로 중력파를 나타낸다.

## 같이 보기
- 크리스토펠 기호
- 페트로프 분류
- 바일 곡률 가설